# Les Omergues
Les Omergues település Franciaországban, Alpes-de-Haute-Provence megyében. Lakosainak száma 128 fő (2022. január 1.). Les Omergues Redortiers, Revest-du-Bion, Barret-de-Lioure, Eygalayes, Ferrassières, Montfroc és Séderon községekkel határos.

## Népesség
A település népességének változása:
| Lakosok száma | 110  | 101  | 65   | 116  | 129  | 132  | 130  | 127  | 127  | 128  |
|               | 1968 | 1982 | 1990 | 2006 | 2013 | 2015 | 2017 | 2019 | 2020 | 2022 |